# Terrifier 3
 (срп. Ужасавач 3) амерички је божићни слешер филм из 2024. Режију, сценарио и монтажу потписује Дејмијен Леоне. Наставак је филма Terrifier 2 (2022), као и четврти дугометражни филм који приказује кловна Арта. Главне улоге тумаче Дејвид Хауард Торнтон, Лорен Лавера, Елиот Фулам и Саманта Скафиди. У данима који претходе Божићу, прича прати Сијену Шо док покушава да поврати свој некадашњи живот. У исто време, кловн Арт је прогони заједно са својом новом саучесницом, запоседнутом Викторијом Хејз.
Након критичног и комерцијалног успеха филма Terrifier 2, Леоне је почео са радом на сценарију за трећи филм са плановима. Леоне је желео да Викторија буде истакнутија, јер је пожалио што је лик оставио запостављеним у првом филму. Снимање је почело у фебруару 2024. са буџетом од 2 милиона долара, а завршило се тог априла.
Премијера је приказана 19. септембра 2024. на фестивалу Fantastic Fest, док је 11. октобра пуштен у биоскопе у САД, односно 10. октобра у Србији. Добио је позитивне рецензије критичара и зарадио преко 84 милиона долара широм света, поставши најуспешнији филм на свету за старије од 18 година.

## Радња
Након што га је Сијена Шо обезглавила (као што је приказано у Ужасавачу 2), обезглављено тело Арта Кловна одрубљује главу полицајцу, који је стигао на место злочина, и наставља до азила где је преживела Викторија Хејз, коју је сада запосела демонска Бледа девојчица, родила Артову главу. Након што успешно припоји главу телу, Арт и Викторија убијају стражара и медицинску сестру, те налазе напуштену кућу, где улазе у хибернацију.
Пет година касније, у садашњем тренутку, Сијена је отпуштена из рехабилитационог центра где се опорављала од преживљених траума. Долази да живи са тетком Џес, њеним супругом Грегом и њиховом ћерком Габи, која обожава Сијену не знајући шта је ова претрпела. Сијена често халуцинира своју покојну најбољу другарицу Брук, за чију смрт (како је приказано у Ужасавачу 2) себе сматра одговорном. Тешко јој је да се повеже са својим млађим братом Џонатаном, који је сада на колеџу и покушава да настави живот даље. Два грађевинска радника случајно пробуде Арта и Викторију, који их убијају. Арт брутално убија мушкарца прерушеног у Деда Мраза и облачи се у његов костим, потом масакрира једну породицу у њиховој кући. Ујутру, Арт се претвара да је Деда Мраз и убија много људи у тржном центру, укључујући децу, скривајући бомбе међу поклонима. Пре експлозије, Сијени се учини да га је угледала, али одлучује да не говори члановима породице пошто није сигурна да ли је у питању варка или стварност.
Сијена долази у посету Џонатану на универзитету. Тамо упознаје његовог цимера Кола и Колову девојку Мију, која води подкаст о стварним злочинима. Миа наговара Сијену и Џонатана да поделе искуства о масакру у округу Мајлс, али Сијена се брецне. Након тога Сијена открива Џонатану да верује да је Арт још увек жив и показује му писма која јој је слао док је боравила на психијатријској клиници, која указују на то да се ђаволска бића могу поново родити и заузети тело домаћина као што је Викторија. Такође му говори да намерава на атракцију "Ужасавач" како би повратила очев мач. Арт стиже на колеџ и масакрира Кола и Мију моторном тестером док су имали секс у купатилу. Сијена сазнаје преко вести за експлозију у тржном центру и паничи, захтевајући од Џонатана да се хитно врати кући са колеџа и упозоравајући породицу да нису безбедни. Грег оде да покупи Џонатана, а Сијена заспи. Она сања свог оца и анђеле који су јој начинили оклоп на њеном ратничком оделу Валкире које јој је отац нацртао. Када се пробуди, Сијена чује Џес и Грега како забринуто разговарају о њеном нарушеном психичком стању. Она силази у трпезарију, где затиче Грегово обезглављено и распорено тело прикачено за зид. Арт украшава божићну јелку његовим цревима. Сијена се даје у бег, али је Арт удари чекићем, онесвестивши је.
Када се пробуди, Сијена угледа себе и Џес завезане за столице, а Грегову главу на врху божићне јелке уместо звезде. Викторија им показује одрубљену, огуљену главу, коју гризу пацови, и говори да је Габина. Затим Арт и Викторија убијају Џес угуравши јој пацове у уста те пререзавши јој гркљан. Арт неочекивано улази унутра са Габи, као таоцем, а Викторија обавештава Сијену да је одерана глава била Џонатанова. Викторија поставља круну од трња (као Исусу Христу) на Сијенину главу, с намером да је запоседне, међутим Сијена се одупре, зато што њена снага воље још није разбијена. Викторија поручује Сијени да отвори божићни поклон који је купила Габи. Сијена се ослобађа и, с очевим мачем који је сакрила међу поклонима, исече Артов врат и обезглави Викторију. Викторијина крв отвара портал према паклу. Док се Сијена и Арт боре, Габи се хвата за ивицу портала. Сијена најзад сузбије Арта уза зид, али га остави да би спасла Габи, која ипак падне у пакао носећи Сијенин мач. Арт побегне кроз прозор и укрца се на аутобус, док Сијена посматра своје ране које се саме од себе зацељују и заклиње се да ће пронаћи и избавити Габи.

## Улоге
| Глумац                | Улога          |
| --------------------- | -------------- |
| Дејвид Хауард Торнтон | Арт            |
| Лорен Лавера          | Сијена Шо      |
| Елиот Фулам           | Џонатан Шо     |
| Саманта Скафиди       | Викторија Хејз |
| Маргарет Ен Флоренс   | Џес Шо         |
| Брајс Џонсон          | Грег Шо        |
| Антонела Роуз         | Габи Шо        |
| Крис Џерико           | Адам Берк      |
| Данијел Роубак        | Деда Мраз      |
| Џејсон Патрик         | Мајкл Шо       |